# Nalesoni Laifone
El príncipe Nalesoni Laifone (circa 1859  - Neiafu, 6 de junio de 1889) fue un miembro de la realeza tongana y de la Casa de Tupou, tercer heredero al trono de Tonga, al ser hijo del también príncipe, Tevita 'Unga y su primera esposa, Fifita Vavaʻu.

## Biografía
Nació hacia el 1859. Aunque su abuelo paterno, era el rey Jorge Tupou I, su padre fue declarado ilegítimo, porque había nacido de una de la consortes secundarias del monarca. Tras la muerte de su tío, Vuna Takitakimālohi, su padre ʻUnga fue legitimado y nombrado Príncipe Heredero bajo los términos de la primera Constitución escrita de Tonga el 4 de noviembre de 1875.  La línea de sucesión al trono designada en la carta magna colocó a Laifone tras su padre y hermano mayor ʻUelingatoni Ngū y delante su hermana, Fusipala Taukiʻonetuku y sus descendientes. Las muerte de su padre en 1879 y de su hermano en 1885 lo dejaron como el heredero presunto al trono de Tonga. Se convirtió en el Príncipe Heredero de Tonga el 11 de marzo de 1885. Entre 1885 y 1889 se desempeñó como Gobernador de Vavaʻu.
Después de varios meses de enfermedad, falleció el 6 de junio de 1889, en Neiafu, el principal asentamiento  en Vavaʻu. Laifone fue enterrado en el Acre de Dios en Vavaʻu el 17 de junio de 1889. En 1889, el testamento del Rey Jorge Tupou I estipuló: "Dado que Fusi está muerto, quién debería haber sucedido a Laifone, entonces Tāufaʻāhau debería heredar". Para 1889, el Rey Tupou I había sobrevivido a sus dos hijos y tres nietos, dejando a su bisnieto Tāufaʻāhau (sobrino de Laifone) como el próximo Príncipe Heredero que sucedería a su bisabuelo en 1893 como Jorge Tupou II .

## Matrimonio y descendencia
Contrajo matrimonio con Luseane Angaʻaefonu (1871–1941); el matrimonio no tuvo hijos.